# 欧州連合マリ訓練ミッション
欧州連合マリ訓練ミッション（英語：European Union Training Mission Mali、略称：EUTM Mali）は、マリ北部紛争でイスラム反政府勢力の脅威に曝されているマリ共和国政府を支援するため、欧州連合による多国籍軍事訓練ミッションのこと。本部を首都バマコに置きマリ軍に対し訓練と助言を施すが、北部地域での戦闘には関与しない。

## 背景
既に2012年秋時点でマリ共和国の治安部隊を支援する為の計画を立案していた。
2012年12月から始まったイスラム過激派反乱軍（西アフリカのタウヒードと聖戦運動（西アフリカ統一聖戦運動）、AQIMおよびアンサール・アッ＝ディーン）によるマリ南部地域に対する攻勢でフランスは軍事介入を決断、翌2013年1月11日にセルヴァル作戦が発動した。国際的支援の一環として既に開始が予定されていたアフリカ主導マリ国際支援ミッションは前倒しで進められる事になる。

## 進行
2012年12月10日、マリ軍4個大隊に訓練を施すため、バマコ近郊の北東地域に訓練指導員を派遣するミッションが承認される。
2013年1月10日、共通外交・安全保障政策の枠組みとして欧州連合理事会で承認される。1月17日にキャサリン・アシュトン欧州連合外務・安全保障政策上級代表はブリュッセルで開催された特別会合にて、マリ外務大臣ティエマン・ユベール・クリバリ（fr:Tiéman Hubert Coulibaly）と会談し、マリ軍のため直ちに訓練ミッションを開始することに同意した。ミッションの司令官にはフランス陸軍第9海兵軽機甲旅団長のフランソワ・ルコワント准将（Francois Lecointre）が任命され、2月中旬までには現地にて任務を開始していなければいけない。
4月2日にマリ軍向け軍事訓練が本格的に開始される。訓練を受けるマリ軍第1陣570人が首都バマコから南西部のクリコロに送られ、約10週間に及ぶ訓練を受け、7月上旬には訓練終了の将兵を北部地域に派遣する予定。

## 内容
ミッションの費用は15ヶ月間で1,230万ユーロと見積もられている。ミッションは支援と保安を提供するために、支援要員として250人の指導員と更に部隊防護要員である約200人の兵士を展開させる。
ミッションの目標はマリ軍の大隊に訓練と演習を施すことにあり、戦闘支援部隊と後方支援部隊は同様に基礎的軍事訓練をはじめ、民間人と人権の保護や戦争捕虜の取扱および国際的な人道問題の分野まで含まれている。
スペイン国防大臣ペドロ・モレネス（es:Pedro Morenés）はスペイン軍から40人から50人程度の指導員を派遣すると発表した。
セルヴァル作戦の前後に、外交筋は2013年2月初頭にはミッションの有効な活動を開始できると伝えた。